# Erich Angenendt
Erich Angenendt (* 27. Mai 1894 in Castrop; † 10. Mai 1962 in Dortmund) war ein deutscher Fotograf.

## Leben
Erich Angenendt begann 1908 eine Fotografenlehre in Borken; er setzte seine Ausbildung bei C.A. Schrey in Rheydt fort. Nach einem kurzen Studium an der Kunstakademie Düsseldorf und dem Militärdienst machte er 1919 seine Meisterprüfung vor der Handelskammer zu Dortmund. Ab 1920 arbeitete Angenendt als selbständiger Fotograf im eigenen Atelier (Othmer, Angenendt & Co. Industrie- und Werbefotografie). Nach Zerstörung des Ateliers 1943, Kriegsdienst und Gefangenschaft eröffnete er 1950 zusammen mit seinem Sohn Rudi das Atelier neu. Angenendt gehört zu den wichtigsten Industriefotografen der 1950er Jahre; er arbeitete u. a. für die VEW und die Dortmunder Kronen-Brauerei. Künstlerisch stand er der von Otto Steinert betriebenen fotografischen Strömung Subjektive Fotografie nahe.
Er war Vorsitzender der Gesellschaft Deutscher Lichtbildner und erhielt zahlreiche nationale und internationale Auszeichnungen.

## Ausstellungen (unvollständig)
- 1927: Das Deutsche Lichtbild. Jahresschau 1927
- 1951: subjektive fotografie in der Werkkunstschule in Saarbrücken
- 1954: Werkschau im Museum am Ostwall in Dortmund.
- 1957: Biennale für Photographie, Venedig
- 1996: Angenendt – eine Fotografenfamilie im Museum für Kunst und Kulturgeschichte Dortmund

## Veröffentlichungen (Auswahl)
- 1928: Der Gigant an der Ruhr. Berlin, Albertus,
- 1950: Concordia Bergbau 1850-1950. Hundert Jahre Concordia. Die Geschichte einer Zeche. Oberhausen
- 1951: Von der toten zur lebendigen Stadt. Fünf Jahre Wiederaufbau in Dortmund. Dortmund, Eugen Schinker
- 1953: Hundert Jahre Eicken – Stahl. 1853/54 - 1953/54. Hörde, Diagramm Halbach
- 1954: 100 Jahre M. van Delden & Co. Zur Geschichte der münsterländischen Baumwollindustrie. Gronau.
- 1954: Kunststoff aus Gas. Düsseldorf, Econ Verlag
- 1954: Heinr. Wenker Brauerei Kronenburg Dortmund, 1729-1954 - 225 Jahre im Familienbesitz. Dortmund
- 1957: Das Wunder aus Lumpen, Holz und Stroh. Düren, Reflex-Papier-Fabrik Felix Heinr. Schoeller
- 1960: Die Welt der Kohle. Hannover, Steinbock
- 1961: Westfalen. Landschaft. Kunst. Kultur. Industrie. Honnef, Dr. Hans Peters Verlag